# Вердуђа (Кјети)
Вердуђа је насеље у Италији у округу Кјети, региону Абруцо.
Према процени из 2011. у насељу је живело 40 становника. Насеље се налази на надморској висини од 134 м.